# Myopites hemixanthus
Myopites hemixanthus är en tvåvingeart som först beskrevs av Munro 1931.  Myopites hemixanthus ingår i släktet Myopites och familjen borrflugor. Inga underarter finns listade i Catalogue of Life.